# Run To Me / Road To Alaska

## Közreműködők
- Barry Gibb – ének, gitár
- Maurice Gibb – ének, gitár, billentyűs hangszerek, basszusgitár
- Robin Gibb – ének
- Alan Kendall – gitár
- Clem Cattini – dob
- stúdiózenekar Bill Shepherd vezényletével
- hangmérnök – Mike Claydon, Damon Lyon-Shaw, Richard Manwaring, Andy Knight

## A lemez dalai
- Run To Me (Barry, Robin és Maurice Gibb) (1972), stereo 3:05, ének: Barry Gibb, Robin Gibb
- Road To Alaska (Maurice Gibb) (1971), mono 3:00, ének: Maurice Gibb

## Top 10 helyezés
Run To Me: * Ausztrália, Dél-afrikai Köztársaság: #3., Olaszország, Új-Zéland: #5., Kanada: #6., Írország: #7., Spanyolország: #8., Egyesült Királyság: #9.

## A kislemez megjelenése országonként
- Európa: Polydor 2058 255
- Ausztrália, Új-Zéland: Spin EK-4735
- USA, Kanada: Atco 45-6896
- Japán: Polydor DP-1878
- Dél-afrikai Köztársaság: Polydor PS 219